# Doiras
Doiras ist eine Parroquia und ein Ort in der Gemeinde Boal, in der Autonomen Gemeinschaft Asturien im Norden Spaniens.
Die 149 Einwohner (2011) leben auf einer Fläche von 12,95 km², 8,4 km von der Gemeindehauptstadt Boal entfernt am rechten Ufer des Rio Navia.
Der Diensthabende Pfarrer ist D. José María Antón Magadán.

## Sehenswürdigkeiten
- Pfarrkirche Santa María Magdalena
- Palacio de Berdín in Doiras aus dem 18. Jahrhundert
- Stausee „Embalse de Doiras“

## Dörfer und Weiler
| Name        | asturisch | Einwohner | Lage                    |
| ----------- | --------- | --------- | ----------------------- |
| Carrugueiro |           | 5         |                         |
| Doiras      |           | 93        | 43.393649 -6.828387 214 |
| Froseira    | Fruseira  | 1         | 43.387754 -6.829254 168 |
| Llanteiróu  |           | unbewohnt |                         |
| Muñón       |           | 32        | 43.402943 -6.820039 356 |
| Piñeira     |           | 16        | 43.395038 -6.813383 267 |
| El Mazo     |           | 2         |                         |

Auch wenn in anderen Quellen noch mehrere Dörfer angegeben sind, sind dies, die in der INE aktuell dem Parroquia zugeordneten.